# Монтіселло (Луїзіана)
Монтіселло (англ. Monticello) — переписна місцевість (CDP) в США, в окрузі Іст-Батон штату Луїзіана. Населення — 5431 особа (2020).

## Географія
Монтіселло розташоване за координатами 30°29′17″ пн. ш. 91°2′41″ зх. д. / 30.48806° пн. ш. 91.04472° зх. д. (30.488103, -91.044719).  За даними Бюро перепису населення США в 2010 році переписна місцевість мала площу 6,20 км², уся площа — суходіл.

## Демографія
Згідно з переписом 2010 року, у переписній місцевості мешкали 5172 особи в 1830 домогосподарствах у складі 1406 родин. Густота населення становила 834 особи/км².  Було 1896 помешкань (306/км²).
Расовий склад населення:
| - 83,2 % — чорних або афроамериканців - 14,2 % — білих - 1,0 % — азіатів - 0,2 % — корінних американців |

До двох чи більше рас належало 0,8 %. Частка іспаномовних становила 1,6 % від усіх жителів.
За віковим діапазоном населення розподілялося таким чином: 28,6 % — особи молодші 18 років, 64,0 % — особи у віці 18—64 років, 7,4 % — особи у віці 65 років та старші. Медіана віку мешканця становила 34,8 року. На 100 осіб жіночої статі у переписній місцевості припадало 88,1 чоловіків;  на 100 жінок у віці від 18 років та старших — 82,0 чоловіків також старших 18 років.
Середній дохід на одне домашнє господарство  становив 69 607 доларів США (медіана — 65 046), а середній дохід на одну сім'ю — 70 843 долари (медіана — 65 726). Медіана доходів становила 50 491 долар для чоловіків та 35 983 долари для жінок. За межею бідності перебувало 12,4 % осіб, у тому числі 21,9 % дітей у віці до 18 років та 14,3 % осіб у віці 65 років та старших.
Цивільне працевлаштоване населення становило 2580 осіб. Основні галузі зайнятості: освіта, охорона здоров'я та соціальна допомога — 22,7 %, роздрібна торгівля — 15,0 %, науковці, спеціалісти, менеджери — 9,0 %, фінанси, страхування та нерухомість — 8,6 %.